# Inger Nordal
Inger Anne Nordal de Bjørnstad (11 de agosto de 1944) es una profesora, y botánica noruega, que obtuvo una licenciatura en historia natural por la Universidad de Oslo. Trabaja en sociobiología y en psicología evolucionista, especialmente teniendo en cuenta las diferencias entre los sexos.

## Actividades académicas
Desde 1974, fue profesora asociada de la Universidad de Oslo, tomó el doctorado en la Universidad de Uppsala en 1977 y se convirtió en profesora en 1987. Algunos de sus primeros trabajos fueron publicados bajo su nombre de casada entonces "Inger Nordal Bjørnstad".
- La abreviatura «I.Bjørnstad» se emplea para indicar a Inger Nordal como autoridad en la descripción y clasificación científica de los vegetales.[2]
- La abreviatura «Nordal» se emplea para indicar a Inger Nordal como autoridad en la descripción y clasificación científica de los vegetales.[3]